# 漂移电流
在凝聚体物理学和电化学中，漂移电流是在施加电场下载流子定向运动产生的电流。当电场加在半导体材料上时，载流子流动产生电流。
漂移速度是指漂移电流中载流子运动的平均速度。漂移速度以及产生的电流，是通过迁移率(mobility)来表述的。更详细的内容，请参见电子迁移率(对于固体)和电迁移率(更一般的讨论)。

## 概述
在电流中，叫做空穴的带正电粒子顺电场方向移动，而带负电的电子逆电场方向移动。它和扩散电流不同
如果将一个电场加在自由空间的一个电子上，它会从外加电压的负端到正端沿一条直线加速加速这个电子。但相同的事情不会发生在良导体内部的电子上。良导体内有大量自由电子在固定的正离子核之间无规则运动。电子在一条直线(宏观上)上的无规则运动叫做飘移运动。飘移运动也跟载流子在导电介质中的迁移率有关。

## PN结二极管中的漂移电流
在一个PN结二极管中，电子和空穴分别是P区和N区的少数载流子。由于载流子的扩散形成的从P到N区的扩散电流，恰好能与等量相反的漂移电流平衡。 
在一个偏置的PN结中，漂移电流与偏置无关，这是因为少数载流子的数量与偏置电压无关。但由于少数载流子可以通过升温产生，漂移电流是和温度有关的。
当一个电场加在半导体材料上时，载流子获得一个确定的漂移速度。对载流子运动的综合影响构成了“漂移电流”。由载流子(如空穴和自由电子)产生的漂移电流密度是通过单位截面积的电流。
(i) 自由电子的漂移电流密度Jn是:
{\displaystyle J_{n}=qn\mu _{n}E\quad (A/cm^{2})}
(ii) 空穴的漂移电流密度Jp是:
{\displaystyle J_{p}=qp\mu _{p}E\quad (A/cm^{2})}
其中:
n - 每立方厘米的自由电子数
p - 每立方厘米的的空穴数
{\displaystyle \mu _{n}} – 自由电子的迁移率，单位为{\displaystyle cm^{2}/Vs}
{\displaystyle \mu _{p}} – 空穴的迁移率，单位为{\displaystyle cm^{2}/Vs}
E – 外加电场强度，单位为 V /cm
q – 一个电子的电荷量  = 1.6 × 10−19 库仑。